# 溶组织内阿米巴
溶组织内阿米巴又稱痢疾阿米巴、赤痢變形蟲，是一种厌氧的原生动物，属于内阿米巴属。溶组织内阿米巴主要感染人类和其他灵长类动物，估计感染全球总人数约为50万人。许多较早的教科书指出，总计有10%的世界人口被感染，但是后来认识到，这些感染者至少有90%是由于另一个种類痢疾阿米巴（E. dispar）引起的。哺乳类动物如狗和猫可以被短期感染，但是不会大量传播。

## 传播
其活动阶段只存在于宿主和新鲜松散粪便中。包囊存活在宿主体外的水、土壤和食物中，尤其在潮湿环境中的后者。包囊很容易被高温和冻结温度杀死，在宿主体外只能存活几个月。当包囊被吞食后，它们在消化道脱囊，引起感染。滋养体阶段很容易被杀死，无法活着通过酸性胃造成感染。

溶组织内阿米巴生命周期图

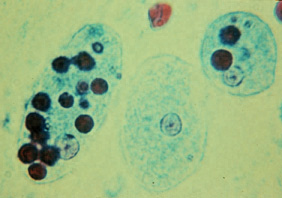
阿米巴滋養體(活動體)攝入的紅細胞以及囊體。

## 临床表现
溶组织内阿米巴是致病的，感染后会导致痢疾或阿米巴肝脓肿。症状包括暴发性痢疾、出血性腹泻、体重减轻、疲劳、腹痛、以及阿米巴瘤。阿米巴能穿过肠壁，造成损害和肠道症状，并且它可能到达血液系统。从那里可以到达不同的人体重要器官，通常是肝，但有时也会影响肺，脑，脾等。常见结果是肝脓肿，如果不经处理，可能是致命的。检查红细胞，有时可能看到阿米巴细胞。

## 诊断方法
可以通过粪便样本来诊断该病，但是必须指出的是，光通过显微镜是无法区别一些其他物种。滋养体可能可以在新鲜粪便涂片上观察到，包囊也可能在普通的粪便样本中发现。也可以使用酵素免疫分析和放射免疫分析。

## 外部連結
- 寄生蟲學-protozoa(原蟲)-Entamoeba(內阿米巴屬) （页面存档备份，存于）